# بهکشو

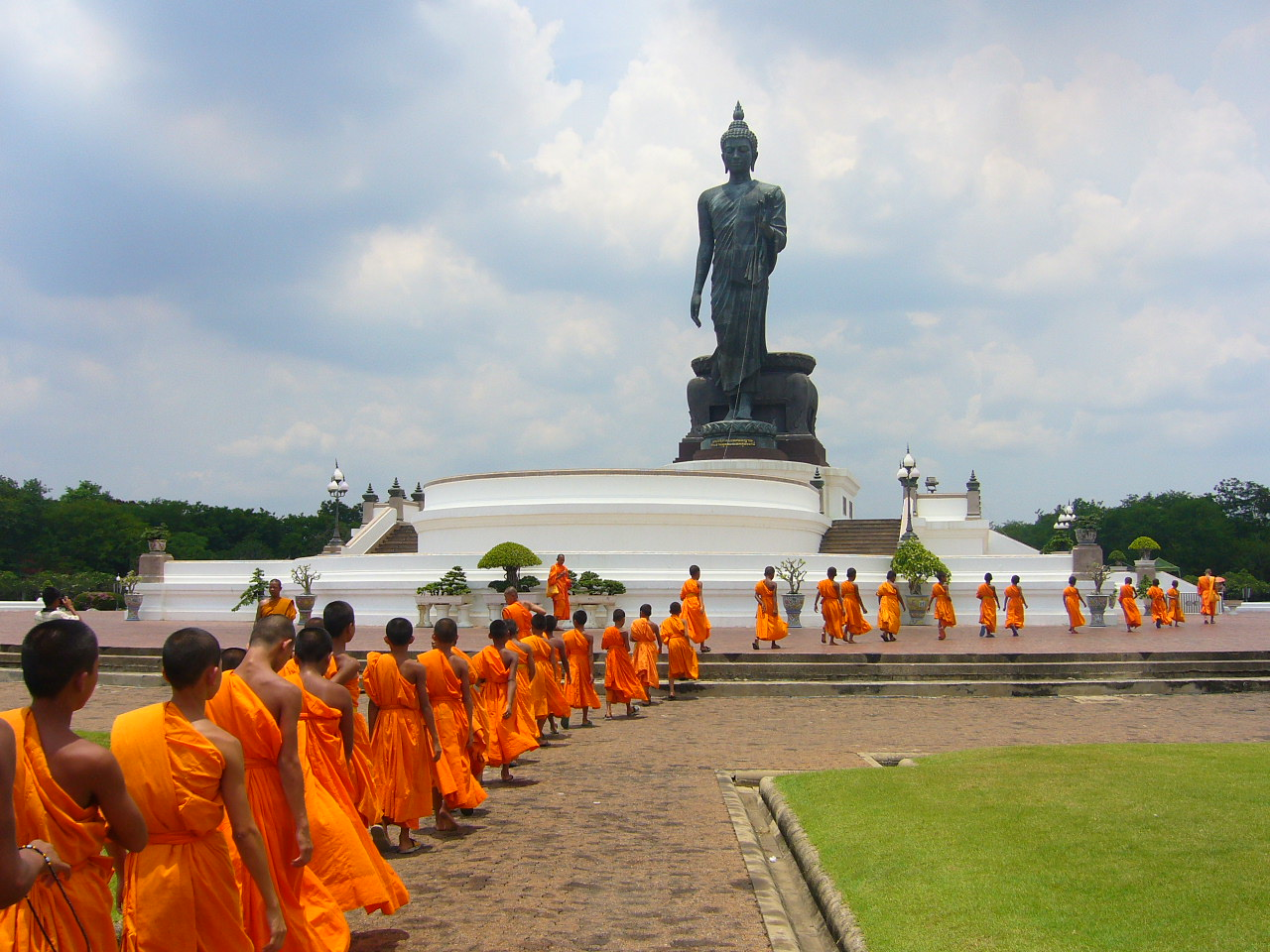
گروهی از راهبان بِهْکْشو در یک پارک بودایی. ناکون پاتوم - ۲۰۰۶

بِهْکْشو (مراتی: भिक्खू) راهب مذکر در آیین بودایی است. راهبان و راهبه‌ها، اعضای سانگها هستند. بهکشوها ملزم به رعایت احکامی به نام پراتیموشکا هستند.